# Polyura obiensis
Polyura obiensis är en fjärilsart som beskrevs av Rothschild 1898. Polyura obiensis ingår i släktet Polyura och familjen praktfjärilar. Inga underarter finns listade i Catalogue of Life.